# Панков, Николай Васильевич
Николай Васильевич Панко́в (род. 5 января 1965, Кавлей, Горьковская область, РСФСР, СССР) — российский государственный и политический деятель, депутат Государственной Думы V, VI, VII и VIII созывов, член фракции «Единая Россия». Первый заместитель руководителя фракции «Единая Россия» в Государственной Думе VII созыва. В VIII созыве — член Комитета по аграрным вопросам. 
Из-за вторжения России на Украину, находится под международными санкциями Евросоюза, США, Великобритании и ряда других стран.

## Биография
Родился 5 января 1965 года. С 1985 по 1987 год служил в ракетных войсках Советской Армии. В 1985 году окончил Марксовский техникум сельского хозяйства.
В 1992 году получил высшее образование по специальности «Механизация сельского хозяйства» окончив Саратовский институт механизации сельского хозяйства имени М. И. Калинина. В 1995 году — Поволжскую академию государственной службы В 2010 году — Российскую академию государственной службы при Президенте Российской Федерации.
С 1992 года работал в управлении делами администрации города Саратова, специалистом — консультантом управляющего, позже стал заместителем начальника административно-хозяйственной службы, начальником отдела делопроизводства. В 1994 года перешел на работу в Саратовскую Областную Думу, где до 1996 года работал консультантом секретариата председателя областной Думы, заведующим секретариатом заместителя председателя Думы. С 1996 по 1999 года — заведующий секретариатом первого заместителя главы администрации Саратовской области. С 1999 по 2001 годы работал в различных бизнес-структурах.
С 2001 по 2003 год работал помощником депутата Государственной Думы РФ Володина В. В. С 2003 по 2005 год — государственный гражданский служащим Российской Федерации, руководитель Секретариата заместителя Председателя Государственной Думы Володина В. В. В 2005 году назначен проректором Саратовского государственного аграрного университета имени Н. И. Вавилова по внешним и экономическим вопросам, в октябре 2005 года был избран депутатом Саратовской областной Думы третьего созыва. С 2005 года — руководитель исполнительного комитета Саратовского регионального отделения партии «Единая Россия», координатор общественной организации «Молодая Гвардия Единой России» по Приволжскому федеральному округу.
В декабре 2007 года выдвигался от партии «Единая Россия» в Госдуму VII созыва, по итогам распределения мандатов избран депутатом Государственной Думы РФ V созыва. В декабре 2011 года повторно избран депутатом Госдумы VI созыва. В сентябре 2016 года вновь выдвигался в Госдуму от партии «Единая Россия», избран депутатом Государственной думы по одномандатному избирательному округу № 164.
С октября 2017 года ведёт авторский Telegram-канал «Пара слов».
В марте 2019 года возглавил Саратовское региональное отделение партии «Единая Россия». Считает, что саратовские единороссы подняли рейтинг партии выше общероссийского .
22 марта 2023 года украинский суд заочно приговорил Панкова к 15 годам лишения свободы с конфискацией имущества по статье о посягательстве на территориальную целостность и неприкосновенность Украины.

## Законотворческая деятельность
С 2007 по 2022 год, в течение исполнения полномочий депутата Государственной Думы V, VI, VII и VIII созывов, выступил соавтором 150 законодательных инициатив и поправок к проектам федеральных законов.